# Tamsica gerelea
Tamsica gerelea là một loài bướm đêm trong họ Crambidae.